# Altertumsforschende Gesellschaft zu Pernau
Die Altertumsforschende Gesellschaft zu Pernau war eine Gelehrtengesellschaft in Livland.

## Geschichte
Die Altertumsforschende Gesellschaft zu Pernau wurde im Jahre 1896 auf Anregung von Paul Schneider gegründet mit den Aufgaben, eine Sammlung kulturell wertvoller Gegenstände für ein Museum zu erstellen, die Geschichte Pernaus zu erforschen und archäologische Forschungen zu betreiben.
Etwa 2000 Fundstücke aus neolithischer Zeit, die im Schwemmsand des Pernau-Flusses systematisch geborgen wurden, bildeten den Grundstock für das Museum, das im Zweiten Weltkrieg durch Brand vernichtet wurde. Die Bibliothek besaß etwa 5000 Bände.

## Veröffentlichungen
Sitzungsberichte der Pernauer Altertumsforschenden Gesellschaft. 12 Bände 1899–1939.
Die Stadt Pernau betreffend besonders:
- Richard Hausmann: Studien zur Geschichte der Stadt Pernau (SB 4 (1903–05)).
- Heinrich Laakmann: Das Bürgerbuch Pernau. (SB 11 (1936) und 12 (1939)).

## Mitglieder

### Präsides
- (1896–1907) Theodor Czernay[2] (1835–1907)
- (1908–1918) Eduard Glück[3] (1866–1918)
- (1918–1920) Roderich Baron Freytag-Loringhoven[4] (1863–1936)
- (1920–1930) Leopold Laakmann[5]  (1855–1930)
- (1930–1939) Heinrich Laakmann[6] (1892–1955)

### Ehrenmitglieder
- 1897 Paul Schneider (1839–1910)
- 1905 Alexander Rosenberg[7] (1839–1926)